# Huracà Janet
Huracà Janet va ser l'huracà més poderós de la temporada d'huracans de l'Atlàntic de 1955 i un dels més forts de l'Atlàntic. Va fer recalada com un huracà categoria 5 en l'escala d'huracans de Saffir-Simpson, provocant danys catastròfics i almenys 687 morts a les illes de Sotavent, la península de Yucatán i Mèxic.